# Europees kampioenschap voetbal mannen onder 17 - 2009

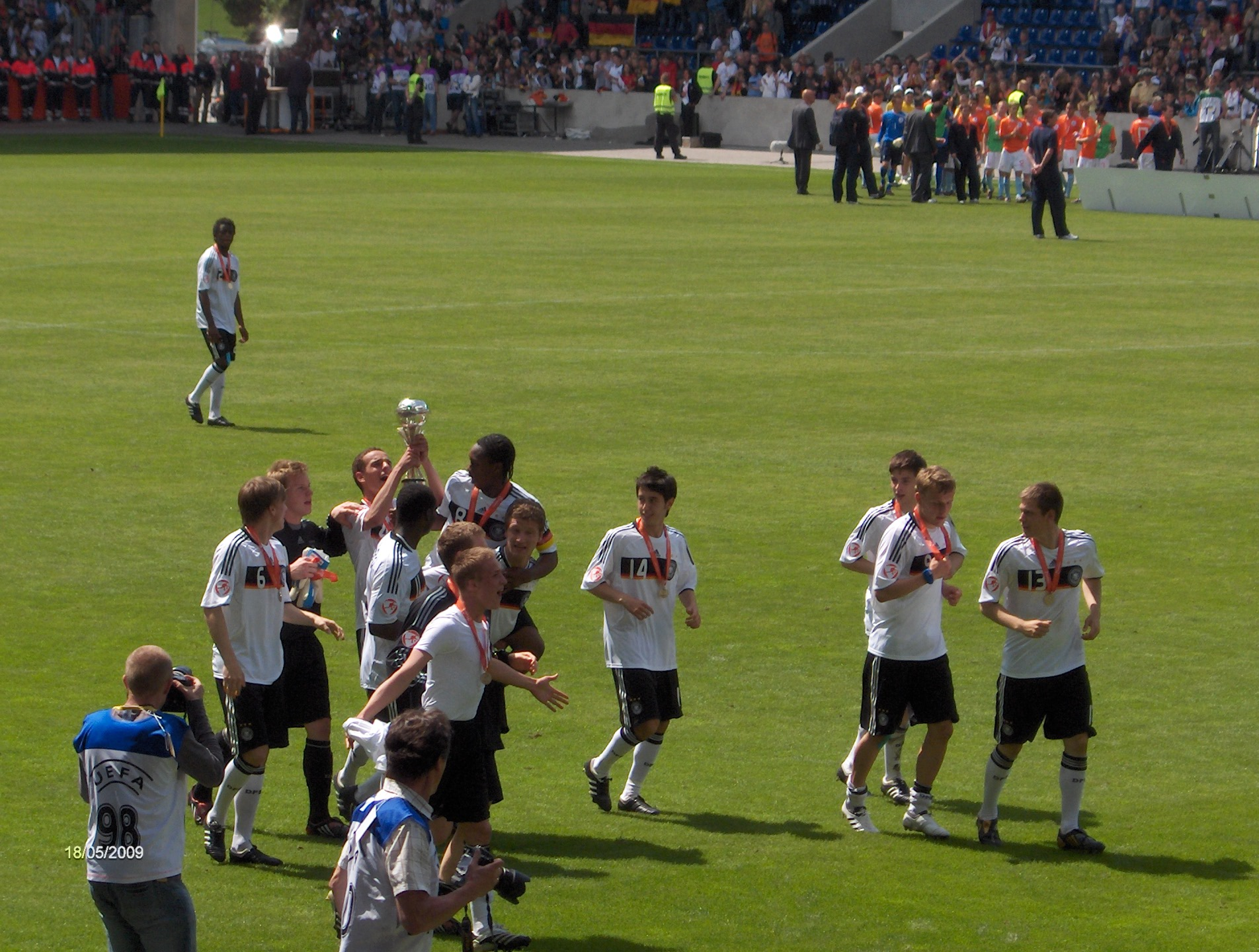
Ereronde van het Duitse kampioensteam

Het Europees kampioenschap voetbal onder 17 van 2009 (kortweg: EK voetbal -17) was de 27ste editie van het Europees kampioenschap voetbal mannen onder 17 en was bedoeld voor spelers die op of na 1 januari 1992 geboren zijn. Ondanks de leeftijdgrens van 17 jaar mochten ook spelers van 18 jaar meespelen omdat de leeftijdsgrens alleen bij het begin van de kwalificatie voor het EK geldt. Het toernooi werd van 6 tot en met 18 mei 2009 gehouden in Duitsland.
In Duitsland werd er niet alleen om het Europees kampioenschap gespeeld; de acht teams kunnen zich ook kwalificeren voor het wereldkampioenschap voetbal onder 17 van 2009 in Nigeria. De top 6 plaatste zich voor het WK.

## Kwalificatieronde

### 1e ronde
De eerste van twee kwalificatieronden werd tussen 15 september en 28 oktober 2008 afgewerkt. België speelde in groep 1 (MET) Noord-Ierland, Liechtenstein en Oostenrijk. Nederland speelde in groep 9 (MET) Italië, Cyprus en Letland. België werd tweede in de groep, Nederland eindigde als eerste en beide landen kwalificeerden zich daarmee voor de tweede kwalificatieronde.

### 2e ronde

Deelnemers (groep A = oranje, groep B = groen)

In de eliteronde, de tweede en laatste kwalificatieronde, werd België in groep 2 ingedeeld (MET) Kazachstan, Spanje en Tsjechië. De Rode Duivels wonnen eenmaal, speelden tweemaal gelijk en eindigden (MET) 5 punten tweede waarmee het zich niet kon kwalificeren. Nederland overtuigde in groep 3 (MET) Azerbeidzjan, Kroatië en Luxemburg als tegenstanders. Oranje behaalde drie overwinningen en scoorde acht maal. (MET) 9 punten kwalificeerden zij zich voor het hoofdtoernooi in Duitsland.

### Gekwalificeerde landen
| Land        | Gekwalificeerd als          | Beste prestatie         |
| ----------- | --------------------------- | ----------------------- |
| Duitsland   | Gastland                    | Vierde (20056)          |
| Spanje      | Eliteronde: Winnaar groep 1 | Kampioen (2007 en 2008) |
| Nederland   | Eliteronde: Winnaar groep 2 | Tweede (2005)           |
| Italië      | Eliteronde: Winnaar groep 3 | Derde (2005)            |
| Frankrijk   | Eliteronde: Winnaar groep 4 | Kampioen (2004)         |
| Zwitserland | Eliteronde: Winnaar groep 5 | Kampioen (2002)         |
| Engeland    | Eliteronde: Winnaar groep 6 | Tweede (2007)           |
| Turkije     | Eliteronde: Winnaar groep 7 | Kampioen (2005)         |

## Groepsfase
De loting vond plaats op 3 april 2009 in Leipzig.

### Groep A
| Pos. | Land        | GW | W | G | V | DV | DT | +/− | Ptn. |
| ---- | ----------- | -- | - | - | - | -- | -- | --- | ---- |
| 1    | Zwitserland | 3  | 1 | 2 | 0 | 4  | 2  | +2  | 5    |
| 2    | Italië      | 3  | 1 | 1 | 1 | 3  | 4  | –1  | 4    |
| 3    | Spanje      | 3  | 0 | 3 | 0 | 0  | 0  | 0   | 3    |
| 4    | Frankrijk   | 3  | 0 | 2 | 1 | 2  | 3  | –1  | 2    |

|                        |                      |     |        |                                                                                                   |
| 6 mei 2009 11:00 (MET) | Spanje               | 0–0 | Italië | Paul Greifzustadion, Dessau-Roßlau Toeschouwers: 1.500 Scheidsrechter: Vladislav Bezborodov (RUS) |
| 6 mei 2009 11:00 (MET) | (Verslag)[dode link] |     |        | Paul Greifzustadion, Dessau-Roßlau Toeschouwers: 1.500 Scheidsrechter: Vladislav Bezborodov (RUS) |

|                        |           |           |                 |                                                                                         |
| 6 mei 2009 11:00 (MET) | Frankrijk | 1–1       | Zwitserland     | Stadion am Bad, Markranstädt Toeschouwers: 2.200 Scheidsrechter: Tom Harald Hagen (NOR) |
| 6 mei 2009 11:00 (MET) | Situ 76'  | (Verslag) | 59' Ben Khalifa | Stadion am Bad, Markranstädt Toeschouwers: 2.200 Scheidsrechter: Tom Harald Hagen (NOR) |

|                        |             |           |                                            |                                                                                              |
| 9 mei 2009 12:00 (MET) | Spanje      | 0–0       | Frankrijk                                  | Stadion der Freundschaft, Grimma Toeschouwers: 2.550 Scheidsrechter: Gerhard Grobelnik (AUT) |
| 9 mei 2009 12:00 (MET) | Beretta 31' | (Verslag) | 29' (pen.) Nimely 65' Gonçalves 74' Kamber | Stadion der Freundschaft, Grimma Toeschouwers: 2.550 Scheidsrechter: Gerhard Grobelnik (AUT) |

|                        |                                  |                      |             |                                                              |
| 9 mei 2009 14:00 (MET) | Italië                           | 1–3                  | Zwitserland | Hafenstadion, Torgau Scheidsrechter: Georgios Daloukas (GRE) |
| 9 mei 2009 14:00 (MET) | Dell'Agnello 38' Sini 50' (pen.) | (Verslag)[dode link] | 18' Kebano  | Hafenstadion, Torgau Scheidsrechter: Georgios Daloukas (GRE) |

|                         |                      |     |        |                                                                             |
| 12 mei 2009 11:00 (MET) | Zwitserland          | 0–0 | Spanje | Sport- und Freizeitzentrum, Sandersdorf Scheidsrechter: Milorad Mažic (SRB) |
| 12 mei 2009 11:00 (MET) | (Verslag)[dode link] |     |        | Sport- und Freizeitzentrum, Sandersdorf Scheidsrechter: Milorad Mažic (SRB) |

|                         |           |     |           |                                                                    |
| 12 mei 2009 11:00 (MET) | Italië    | 2–1 | Frankrijk | Sport- und Freizeitzentrum, Taucha Scheidsrechter: Pawel Gil (POL) |
| 12 mei 2009 11:00 (MET) | (Verslag) |     |           | Sport- und Freizeitzentrum, Taucha Scheidsrechter: Pawel Gil (POL) |

### Groep B
| Pos. | Land      | GW | W | G | V | DV | DT | +/− | Ptn. |
| ---- | --------- | -- | - | - | - | -- | -- | --- | ---- |
| 1    | Duitsland | 3  | 3 | 0 | 0 | 9  | 1  | +8  | 9    |
| 2    | Nederland | 3  | 1 | 1 | 1 | 3  | 4  | –1  | 4    |
| 3    | Turkije   | 3  | 1 | 0 | 3 | 3  | 5  | –2  | 3    |
| 4    | Engeland  | 3  | 0 | 1 | 2 | 1  | 6  | –5  | 1    |

|                        |             |           |            |                                                                                           |
| 6 mei 2009 11:00 (MET) | Engeland    | 1–1       | Nederland  | Stadion der Freundschaf, Gera Toeschouwers: 4.600 Scheidsrechter: Georgios Daloukas (GRE) |
| 6 mei 2009 11:00 (MET) | Garbutt 69' | (Verslag) | 4' Özyakup | Stadion der Freundschaf, Gera Toeschouwers: 4.600 Scheidsrechter: Georgios Daloukas (GRE) |

|                        |                                           |           |          |                                                                                    |
| 6 mei 2009 18:15 (MET) | Duitsland                                 | 3–1       | Turkije  | Steigerwaldstadion, Erfurt Toeschouwers: 5.107 Scheidsrechter: Milorad Mažic (SRB) |
| 6 mei 2009 18:15 (MET) | Scheidhauer 11' Buchtmann 51' Mustafi 67' | (Verslag) | 10' Sari | Steigerwaldstadion, Erfurt Toeschouwers: 5.107 Scheidsrechter: Milorad Mažic (SRB) |

|                        |           |                      |                             |                                                                     |
| 9 mei 2009 14:00 (MET) | Turkije   | 1–2                  | Nederland                   | Arena Meuselwitz, Meuselwitz Scheidsrechter: Tom Harald Hagen (NOR) |
| 9 mei 2009 14:00 (MET) | Demir 66' | (Verslag)[dode link] | 40+1' Castaignos 56' Ligeon | Arena Meuselwitz, Meuselwitz Scheidsrechter: Tom Harald Hagen (NOR) |

|                        |                                                   |                      |          |                                                                                |
| 9 mei 2009 14:00 (MET) | Duitsland                                         | 4–0                  | Engeland | Ernst-Abbe-Sportfeld, Jena Toeschouwers: 8.500 Scheidsrechter: Pawel Gil (POL) |
| 9 mei 2009 14:00 (MET) | Labus 13' Thy 37' Kevin Scheidhauer 56' Götze 74' | (Verslag)[dode link] |          | Ernst-Abbe-Sportfeld, Jena Toeschouwers: 8.500 Scheidsrechter: Pawel Gil (POL) |

|                         |           |           |                    |                                                                                           |
| 12 mei 2009 17:45 (MET) | Nederland | 0–2       | Duitsland          | Ernst-Abbe-Sportfeld, Jena Toeschouwers: 6.000 Scheidsrechter: Vladislav Bezborodov (RUS) |
| 12 mei 2009 17:45 (MET) |           | (Verslag) | 35' Thy 44' Janzer | Ernst-Abbe-Sportfeld, Jena Toeschouwers: 6.000 Scheidsrechter: Vladislav Bezborodov (RUS) |

|                         |            |           |          |                                                                  |
| 12 mei 2009 17:45 (MET) | Turkije    | 1–0       | Engeland | Volkspark-Stadion, Gotha Scheidsrechter: Gerhard Grobelnik (AUT) |
| 12 mei 2009 17:45 (MET) | Furkan 74' | (verslag) |          | Volkspark-Stadion, Gotha Scheidsrechter: Gerhard Grobelnik (AUT) |

## Knock-outfase
|  | halve finale           | halve finale    |  |           | finale               | finale               |
|  |                        |                 |  |           |                      |                      |
|  | 15 mei – Dessau-Roßlau |                 |  |           |                      |                      |
|  | Duitsland              | 2               |  |           |                      |                      |
|  | Italië                 | 0               |  |           | 18 mei – Maagdenburg | 18 mei – Maagdenburg |
|  |                        |                 |  |           | Duitsland            | 2                    |
|  | 15 mei – Grimma        | 15 mei – Grimma |  | Nederland | 1                    |                      |
|  | Zwitserland            | 1               |  |           |                      |                      |
|  | Nederland              | 2               |  |           |                      |                      |

### Halve finale
|                         |             |                      |                           |                                                                         |
| 15 mei 2009 11:00 (MET) | Zwitserland | 1–2                  | Nederland                 | Stadion der Freundschaft, Grimma Scheidsrechter: Tom Harald Hagen (NOR) |
| 15 mei 2009 11:00 (MET) | Kamber 53'  | (Verslag)[dode link] | 17' Isoufi 40' Castaignos | Stadion der Freundschaft, Grimma Scheidsrechter: Tom Harald Hagen (NOR) |

|                         |                            |                      |        |                                                                        |
| 15 mei 2009 17:45 (MET) | Duitsland                  | 2–0                  | Italië | Paul Greifzustadion, Dessau-Roßlau Scheidsrechter: Milorad Mažic (SRB) |
| 15 mei 2009 17:45 (MET) | Yabo 70' Basala-Mazana 76' | (verslag)[dode link] |        | Paul Greifzustadion, Dessau-Roßlau Scheidsrechter: Milorad Mažic (SRB) |

### Finale
|                         |                    |            |               |                                                                           |
| 18 mei 2009 11:00 (MET) | Duitsland          | 2–1 (n.v.) | Nederland     | Stadion Magdeburg, Maagdenburg Scheidsrechter: Vladislav Bezborodov (RUS) |
| 18 mei 2009 11:00 (MET) | Thy 34' Trinks 97' | (Verslag)  | 7' Castaignos | Stadion Magdeburg, Maagdenburg Scheidsrechter: Vladislav Bezborodov (RUS) |

## Geplaatst voor hetWereldkampioenschap voetbal onder 17 - 2009
- Duitsland
- Nederland
- Turkije
- Zwitserland
- Italië
- Spanje